# Copa Aerosur del Sur
La Copa Aerosur del Sur fue un torneo de fútbol que se realizaba en Bolivia y se disputaba con los equipos restantes a los de la Copa Aerosur. Se empezó a jugar en el año 2006 continuándose sus ediciones hasta el 2011.
El premio para el ganador consistía en pasajes gratis en la aerolínea patrocinadora, en vuelos nacionales a las sedes de todos los partidos disputados en la Liga de la siguiente temporada y 10.000 dólares americanos. Los semifinalistas recibían 5.000 dólares americanos y el 75% de descuento en los pasajes, mientras que el resto de los participantes recibieron un 50% de descuento en pasajes siempre y cuando llevasen el logo de la aerolínea patrocinadora en sus uniformes.
La Copa Aerosur del Sur adquirió gran importancia en la afición futbolera del país, no sólo porque fueron los primeros dos torneos que abrían la temporada, sino también por las expectativas de observar a los nuevos jugadores y refuerzos contratados por cada equipo.

## Ediciones
| Temporada | Campeón                | Subcampeón             |
| --------- | ---------------------- | ---------------------- |
| 2006      | San José               | Unión Central          |
| 2007      | La Paz                 | Real Potosí            |
| 2008      | Real Potosí            | Universitario de Sucre |
| 2009      | San José               | Universitario de Sucre |
| 2010      | Guabirá                | Real Potosí            |
| 2011      | Universitario de Sucre | Real Potosí            |

## Títulos por equipo
| Club                   | Títulos | Subtítulos | Años campeón | Años subcampeón   |
| ---------------------- | ------- | ---------- | ------------ | ----------------- |
| San José               | 2       | 0          | 2006, 2009.  | ----              |
| Real Potosí            | 1       | 3          | 2008.        | 2007, 2010, 2011. |
| Universitario de Sucre | 1       | 2          | 2011         | 2008, 2009.       |
| La Paz FC              | 1       | -          | 2007.        | ----              |
| Guabirá                | 1       | -          | 2010.        | ----              |
| Unión Central          | -       | 1          | ----         | 2006.             |

## Títulos por departamento
| Departamento | Títulos | Clubes                      |
| ------------ | ------- | --------------------------- |
| Oruro        | 2       | San José (2).               |
| Potosí       | 1       | Real Potosí (1).            |
| Chuquisaca   | 1       | Universitario de Sucre (1). |
| La Paz       | 1       | La Paz FC (1).              |
| Santa Cruz   | 1       | Guabirá (1).                |

## Copa Cine Center del Sur
| Temporada | Campeón     | Subcampeón      |
| --------- | ----------- | --------------- |
| 2012      | Real Potosí | Nacional Potosí |
| 2013      | Guabirá     | Sport Boys      |

### Títulos por equipo
| Club            | Títulos | Subtítulos | Años campeón | Años subcampeón |
| --------------- | ------- | ---------- | ------------ | --------------- |
| Club Guabirá    | 1       | -          | 2013         | ----            |
| Real Potosí     | 1       | -          | 2012         | ----            |
| Sport Boys      | -       | 1          | ----         | 2013            |
| Nacional Potosí | -       | 1          | ----         | 2012            |